# Galactosémie
 (juin 2014).
 Mise en garde médicale
Le terme galactosémie a deux significations : c'est la concentration de galactose dans le sang, qui est normalement inférieure à 45 mg·l-1, mais il est surtout employé pour désigner une maladie congénitale.

## Description
La galactosémie est une maladie génétique par anomalie du métabolisme des glucides. Ce trouble entraîne des manifestations graves pouvant menacer la vie de l'enfant atteint en l'absence de traitement.
Ces troubles sont : le refus de boire, des difficultés de l'alimentation, les vomissements, la diarrhée, une insuffisance hépatique liée à une hépatomégalie, des saignements et des infections graves, un ictère, un état léthargique, un œdème et une ascite.
L'anorexie entraîne une chute rapide de la courbe de poids, une croissance insuffisante. L'ictère (jaunisse) est intense et durable.
Cette maladie est due à des mutations ponctuelles concernant quatre enzymes du métabolisme :
- la galactokinase (GALK), qui phosphoryle le galactose ;
- l’uridine diphosphate (UDP) galactose-4-epimérase, qui transforme le UDP-galactose en UDP-glucose ;
- le galactose 1 phosphate uridyl transférase qui transfère l’uridine du (nouveau) glucose vers le galactose suivant ;
- GALT qui transforme le Galactose-1-P en Glucose-1-P. Les mutations de ce gène sont les plus fréquentes.

Cette maladie atteint 1 nouveau-né sur 35 000 en Europe.
Non traitée, l'affection évolue rapidement vers la défaillance hépatocellulaire et rénale avec septicémie à bactérie gram négatif (Escherichia coli) en quelques jours. 

Une cataracte nucléaire apparaît en quelques jours ou semaines et devient rapidement irréversible.
Une alimentation pauvre en lactose et galactose avant les dix premiers jours de vie fait disparaître la plupart des symptômes et empêche l'apparition de complications. Malgré un traitement adapté, les enfants atteints de galactosémie ont un risque augmenté de retard de développement mental, de troubles de la parole et de troubles moteurs.

Les filles ont un risque augmenté de ménopause précoce.

## Mode de transmission
Il s'agit d'une transmission autosomique récessive.

### Sources
- (en) Online Mendelian Inheritance in Man, OMIM (TM). Johns Hopkins University, Baltimore, MD. MIM Number: 230400
- (en) Louis J Elsas II « Galactosemia » In: GeneReviews at GeneTests: Medical Genetics Information Resource (database online). Copyright, University of Washington, Seattle. 1997-2005. .
- Lexique de terminologie médicale Biotop